# Загорје (Огулин)
Загорје (до 1991. године Загорје Модрушко) је насељено место у саставу града Огулина у Карловачкој жупанији, Република Хрватска.

## Историја
До територијалне реорганизације у Хрватској налазило се у саставу старе општине Огулин.

## Становништво
На попису становништва 2011. године, Загорје је имало 115 становника.

## Попис 1991.
На попису становништва 1991. године, насељено место Загорје Модрушко је имало 427 становника, следећег националног састава:
| Попис 1991.‍ | Попис 1991.‍ | Попис 1991.‍ | Попис 1991.‍ | Попис 1991.‍ |
| ----------- | ----------- | ----------- | ----------- | ----------- |
|             |             |             |             |             |
| Хрвати      | Хрвати      |             | 416         | 97,42%      |
| Македонци   | Македонци   |             | 1           | 0,23%       |
| Срби        | Срби        |             | 1           | 0,23%       |
| непознато   | непознато   |             | 9           | 2,10%       |
| укупно: 427 |             |             |             |             |